# Acanthistius cinctus
Acanthistius cinctus, thường được gọi là cá mú dải vàng, là một loài cá biển thuộc chi Acanthistius trong họ Cá mú. Loài này được mô tả lần đầu tiên vào năm 1859.

## Phân bố và môi trường sống
A. cinctus có phạm vi phân bố tương đối nhỏ hẹp ở vùng biển Tây Nam Thái Bình Dương. Chúng được tìm thấy ở Đông Nam Úc (từ vịnh Moreton, Queensland về phía nam đến bờ biển Seal Rocks, New South Wales); rạn san hô Elizabeth và rạn san hô Middleton; đảo Lord Howe và đảo Norfolk; xa hơn nữa là ở ngoài khơi phía bắc New Zealand và xung quanh quần đảo Kermadec. A. cinctus sống ở tầng đáy, xung quanh các rạn san hô gần bờ ở những khu vực đáy cát, độ sâu tối thiểu được ghi nhận là 30 m.

## Mô tả
A. cinctus trưởng thành có thể đạt kích thước khoảng 50 – 60 cm. Chúng có màu vàng nhạt với các dải sọc màu đen trải dài khắp cơ thể. Hai sọc đen khác bắt đầu từ môi trên băng qua hai mắt đến phần nắp mang trên. Xung quanh mắt tỏa ra một vài sọc đen mờ và ngắn hơn. Cá trưởng thành có nhiều chấm đen li ti trên đầu. Đuôi, vây lưng mềm và các vây còn lại có màu xám, nhiều chấm đen, với một dải viền đen ở rìa các vây.
Số gai ở vây lưng: 13; Số vây tia mềm ở vây lưng: 15; Số gai ở vây hậu môn: 3; Số vây tia mềm ở vây hậu môn: 8.